# Jan Lachowicz (1896–1973)
Jan Lachowicz (ur. 24 sierpnia 1896 w Kłodnie Wielkim, zm. 13 sierpnia 1973 w Londynie) – żołnierz Legionów Polskich, pułkownik piechoty Wojska Polskiego i Polskich Sił Zbrojnych, w 1964 roku mianowany przez prezydenta RP na uchodźstwie generałem brygady, minister obrony narodowej w latach 1969–1972 w Rządzie RP na uchodźstwie.

## Życiorys
Jan Lachowicz urodził się 24 sierpnia 1896 roku w Kłodnie Wielkim. Był synem Marii. Przed 1914 kształcił się w gimnazjum.
Po wybuchu I wojny światowej wstąpił do Legionów Polskich. Służył w szeregach 3 pułku piechoty w składzie II Brygady. Został wzięty do niewoli rosyjskiej. W 1916 zdał egzamin dojrzałości w C. K. Gimnazjum w Żółkwi.
U kresu wojny jako student brał udział w obronie Lwowa podczas wojny polsko-ukraińskiej.
Po odzyskaniu przez Polskę niepodległości w 1918 został przyjęty do Wojska Polskiego. Brał udział w wojnie polsko-bolszewickiej. Został awansowany do stopnia kapitana piechoty ze starszeństwem z 1 czerwca 1919. W latach 20. i 30. był oficerem 54 pułku piechoty w Tarnopolu, w tym w 1928 pełnił funkcję komendanta obwodowego przysposobienia wojskowego. Na majora został awansowany ze starszeństwem z dniem 1 stycznia 1931 roku i 61. lokatą w korpusie oficerów piechoty. W marcu 1933 został sekretarzem komitetu budowy pomnika Marszałka Józefa Piłsudskiego Tarnopolu.
W maju 1933 roku został przeniesiony do Korpusu Ochrony Pogranicza na stanowisko dowódcy batalionu KOP „Snów”. We wrześniu 1933 roku został przeniesiony do batalionu KOP „Wołożyn” na stanowisko dowódcy batalionu. W kwietniu 1935 roku został przeniesiony do batalionu KOP „Słobódka” na stanowisko dowódcy batalionu. Na podpułkownika został awansowany ze starszeństwem z dniem 19 marca 1939 roku w korpusie oficerów piechoty.
12 kwietnia 1939 roku objął dowództwo batalionu KOP „Słobódka II”, który 1 września 1939 roku został przemianowany na III batalion 3 pułku piechoty KOP. Na czele tego oddziału walczył w kampanii wrześniowej. 23 września 1939 roku we wsi Radoszyn, w gminie Hołoby (powiat kowelski), dostał się do niewoli radzieckiej. 30 września 1939 roku został przetransportowany z Kowla do Szepietówki, a w dniach 2–5 października 1939 roku do kopalni torfu w obwodzie sumskim. W dniach 1–2 listopada 1939 roku został przewieziony do obozu w Kozielsku. Od 1940 roku był osadzony w obozie NKWD w Griazowcu. Na mocy układu Sikorski-Majski z 30 lipca 1941 odzyskał wolność, po czym wstąpił do formowanej Armii Polskiej w ZSRR gen. Władysława Andersa.
We wrześniu 1941 roku został organizatorem i dowódcą 18 pułku piechoty. W kwietniu 1942 roku został przeniesiony na stanowisko dowódcy 15 pułku piechoty. W październiku 1942 roku został organizatorem i dowódcą 5 batalionu ciężkich karabinów maszynowych. Od 1 sierpnia 1943 roku do 25 sierpnia 1944 roku sprawował funkcję zastępcy dowódcy 6 Lwowskiej Brygady Piechoty. Wziął udział w kampanii włoskiej. Walczył w bitwie o Monte Cassino. W sierpniu 1944 roku objął dowództwo 2 Brygady Strzelców Karpackich i sprawował je przez kolejnych 12 miesięcy. Na pułkownika został awansowany ze starszeństwem z dniem 1 listopada 1944 roku w korpusie oficerów piechoty.
Po zakończeniu wojny pozostał na emigracji w Wielkiej Brytanii. W listopadzie 1945 roku został przeniesiony do 7 Dywizji Piechoty. Od lutego 1946 roku do maja 1947 roku był komendantem Szkoły Podchorążych Piechoty w Centrum Wyszkolenia Armii.
Był członkiem Kapituły Krzyża Orderu Wojennego Virtuti Militari, powoływany 7 marca 1960, do 7 marca 1962, ponownie od 7 marca 1964, 7 marca 1964, 7 marca 1966. Prezydent RP na uchodźstwie August Zaleski mianował go generałem brygady (11 listopada 1964 roku), ministrem obrony narodowej w rządzie Aleksandra Zawiszy (15 września 1969 roku) oraz ministrem obrony narodowej w rządzie Zygmunta Muchniewskiego (20 lipca 1970 roku). 14 lipca 1972 roku prezydent RP na uchodźstwie Stanisław Ostrowski zwolnił go z urzędu ministra obrony narodowej i powierzył mu sprawowanie obowiązków do czasu powołania nowego rządu, co nastąpiło cztery dni później.
15 grudnia 1954 roku został członkiem Rady RP powołanym przez prezydenta RP na uchodźstwie Augusta Zaleskiego. 25 marca 1958 roku został członkiem II Rady RP powołanym przez prezydenta RP na uchodźstwie Augusta Zaleskiego. 28 października 1968 roku prezydent RP na uchodźstwie August Zaleski powołał go na członka IV Rady RP.

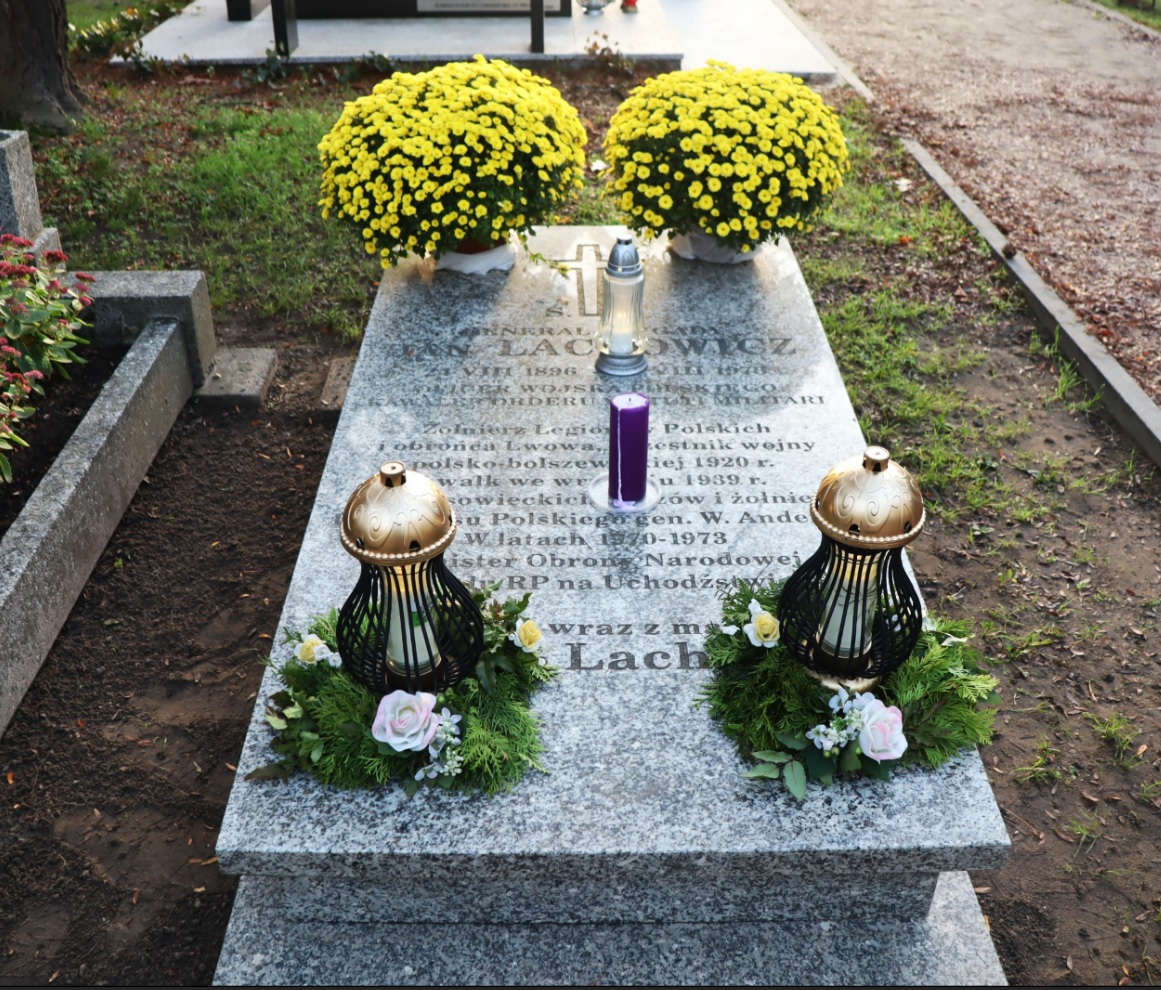
Grób Jana Lachowicza na cmentarzu komunalnym w Opolu

Zmarł 13 sierpnia 1973 roku w Londynie. Jego żona zmarła rok później. Prochy zostały potajemnie przewiezione do Polski i pochowane na cmentarzu w miejscowości Smardy Górne, a po ok. 30 latach przeniesione na cmentarz komunalny w Opolu (1G/1/40).

## Ordery i odznaczenia
- Krzyż Złoty Orderu Wojskowego Virtuti Militari nr 94[34]
- Krzyż Srebrny Orderu Wojskowego Virtuti Militari nr 10255[35]
- Krzyż Komandorski z Gwiazdą Orderu Odrodzenia Polski (3 maja 1972)[36]
- Krzyż Niepodległości (9 listopada 1931)[37]
- Krzyż Oficerski Orderu Odrodzenia Polski (3 maja 1960)[38]
- Krzyż Walecznych (czterokrotnie) „za czyny męstwa i odwagi wykazane w bojach toczonych w latach 1918–1921”
- Krzyż Walecznych (dwukrotnie) „za czyny męstwa i odwagi wykazane w wojnie rozpoczętej 1 września 1939 roku”
- Złoty Krzyż Zasługi (16 lutego 1938)[39]
- Srebrny Krzyż Zasługi (10 listopada 1928)[40]
- Krzyż Pamiątkowy Monte Cassino nr 17626[41]